# Leptophatnus lucifer
Leptophatnus lucifer là một loài tò vò trong họ Ichneumonidae.